# Fête des professeurs

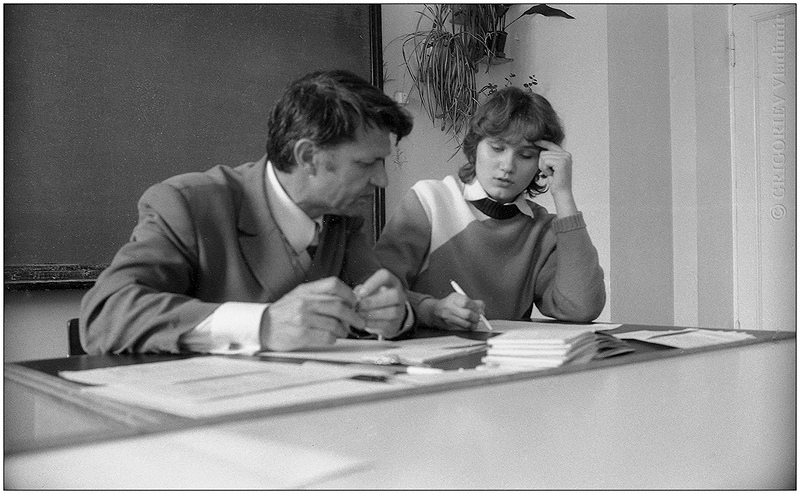
Professeur

Dans plusieurs pays, une journée particulière que l'on peut traduire en français par fête des professeurs, ou journée des professeurs, est dédiée aux enseignants. 
Elle est destinée à reconnaître leur rôle important dans le développement social, économique et moral du pays. Cette journée peut être chômée ou non, selon les pays.
En 2015, la France lance la première « Fête des Profs » en juin sous l'impulsion de l'association SynLab en partenariat avec L'Étudiant, PlayBac et l’INA. 
Elle n'existe pas encore de façon officielle en Belgique ni en Suisse.
Depuis le 5 septembre 2018, Walid, Raoul Reyers et toute l'équipe de C'est presque sérieux ont décidé de créer la journée des professeurs en Belgique. La date officielle est donc le 12 septembre. 
Les dates auxquelles le plus grand nombre d'étudiants fêtent leurs professeurs sont les 5, 10 et 11 septembre, le 28 février et le 5 octobre, cette dernière date étant recommandée par l'UNESCO, qui l'a choisie pour célébrer la journée mondiale des enseignants.

## Fête des professeurs par pays
| Pays               | Nom                                         | Date                                                             | Référence |  |
| ------------------ | ------------------------------------------- | ---------------------------------------------------------------- | --- |  |
| Albanie            | Festa e mësuesit                            | 7 mars                                                           | En 1867, ouverture de la première école dispensant un enseignement en langue albanaise dans la petite ville de Korca. |  |
| Argentine          | Día del Maestro                             | 11 septembre                                                     | En l'honneur du travail de Domingo Faustino Sarmiento. |  |
| Australie          | World Teachers’ Day                         | Dernier vendredi d'octobre                                       | [ 5 ] |  |
| Azerbaïdjan        | Beynəlxalq Müəllimlər Günü                  | 5 octobre                                                        | Entre 1965 et 1994, premier dimanche d'octobre. Depuis 1994, le 5 octobre, coïncide avec la Journée mondiale des enseignants (établie en 1994 par l'UNESCO). |  |
| Bolivie            | Dia del Maestro                             | 6 juin                                                           | Commémore la fondation de la première École normale à Sucre et la naissance de Modesto Omiste Tinajeros (es). |  |
| Brésil             | Dia do Professor                            | 15 octobre                                                       | Date d'un décret national régulant les écoles élémentaires au Brésil. Sa célébration gagna en popularité dans le pays et le 15 octobre fut officiellement choisi comme Journée du professeur en 1963. |  |
| Canada             | Journée des enseignants World Teachers’ Day | 5 octobre                                                        | |  |
| Chili              | Día del Profesor                            | 16 octobre                                                       | En 1975, la date choisie fut d'abord le 10 décembre date où le poète chilien Gabriela Mistral reçut son prix Nobel de littérature en 1945. Mais en 1977 la date fut ramenée au 16 octobre en référence à la fondation du Colegio de Profesores de Chile. |  |
| Chine (RPC)        | 教师节"                                     | 10 septembre                                                     | Les élèves offrent de petits cadeaux (cartes, fleurs...) à leurs enseignants pour exprimer leur reconnaissance. |  |
| Colombie           | Día del Profesor                            | 15 mai                                                           | |  |
| Corée du Sud       | 스승의 날                                   | 15 mai depuis 1963 à Séoul et depuis 1964 à Chunju city          | |  |
| Croatie            | Dan učitelja                                | 5 octobre                                                        | Journée non travaillée dans les écoles. |  |
| Équateur           | Día del maestro                             | 13 avril                                                         | |  |
| Espagne            | Día del maestro                             | 27 novembre                                                      | En l'honneur de saint Joseph Calasanz. |  |
| États-Unis         | National Teacher Day                        | Mardi de la première semaine complète de mai (le 5 mai en 2009). | |  |
| France             | Fête des professeurs (alias Fête des profs) | Du 1er au 30 juin                                                | Cette section ne cite pas suffisamment ses sources (novembre 2018) . Pour l'améliorer, ajoutez des références de qualité et vérifiables ( comment faire ? ) ou le modèle {{Référence nécessaire}} sur les passages nécessitant une source. |  |
| Haïti              | Fête des professeurs                        | 17 mai                                                           | |  |
| Hong Kong          | Teachers' Day                               | 10 septembre                                                     | Avant le Transfert de souveraineté de Hong Kong, le Teachers' Day était célébré le 28 septembre, selon la tradition de la république de Chine depuis les années 1950. Après le Transfert de souveraineté à la république populaire de Chine (RPC) in 1997, la date de célébration fut changée au 10 septembre, comme en RPC. |  |
| Hongrie            | Pedagógusnap                                | Premier dimanche de juin.                                        | |  |
| Inde               | शिक्षक दिवस" (Shikshak Divas)                  | 5 septembre                                                      | Date de naissance du second Président de l'Inde (de 62 à 67), le philosophe Dr Sarvepalli Radhakrishnan. Ce dernier croyait véritablement en l'éducation comme vertu fondamentale pour l'homme et la société. Il a été le premier Indien à être professeur à Oxford. Il a reçu en 1975 le prix Templeton. Les professeurs et les étudiants se livrent à des activités visant à célébrer cette journée spéciale. |  |
| Indonésie          | Hari Guru                                   | 25 novembre                                                      | Cette date est celle de la naissance du PGRI (PGRI= Association indonésienne des enseignants). Ce n'est pas un jour chômé ; il est utilisé à des activités visant à gratifier les enseignants, ainsi que les responsables et employés des écoles. |  |
| Iran               |                                             | 2 mai                                                            | Le 2 mai est le Ordibehesht 12 dans le calendrier iranien) Commémoration du martyre de Morteza Motahhari en 1979. |  |
| Jamaïque           | Teachers' Day                               | 5 mai                                                            | Célébré parfois le premier mercredi de mai. Les parents et les élèves offrent souvent de petits cadeaux aux enseignants. La plupart des écoles ferment tôt ce jour (à la mi-journée par exemple). |  |
| Lituanie           | Mokytojo diena                              | 5 octobre                                                        | Entre 1965 and 1994, la Fête des professeurs était célébrée le premier dimanche d'octobre. Depuis 1994, le 5 octobre coïncide avec la Journée mondiale des enseignants (établie en 1994 par l'UNESCO). |  |
| Liban              | Eid Al Moalim                               | 9 mars                                                           | Les Libanais ont beaucoup d'affection et de respect pour leurs enseignants. |  |
| Syrie              | Eid Al Moalim                               | 18 mars                                                          | |  |
| Malaisie           | Hari Guru                                   | 16 mai                                                           | |  |
| Maroc              | Eid Al Moalim                               |                                                                  | 5 octobre |  |
| Mexique            | Día del Maestro                             | 15 mai                                                           | |  |
| Mongolie           | Багш нарийн баярын өдөр                     | Première fin de semaine de février                               | |  |
| Pakistan           | Teacher's Day                               | 5 octobre                                                        | |  |
| Panama             | Día del Maestro                             | 1er décembre                                                     | Date de la mort de Manuel José Hurtado |  |
| Paraguay           | Día del Maestro                             | 30 avril                                                         | |  |
| Pérou              | Día del Maestro                             | 6 juillet                                                        | |  |
| Philippines        | Teachers’ Day                               | 5 octobre                                                        | |  |
| Pologne            | Dzień Nauczyciela                           | 14 octobre                                                       | |  |
| Portugal           | Dia do Professor                            | 5 octobre                                                        | Pour la Journée mondiale des enseignants |  |
| République tchèque | Den učitelů                                 | 28 mars                                                          | Date de naissance de Jan Amos Komenský. Les étudiants désignent les professeurs qu'ils ont le plus appréciés, lors d'un concours intitulé Zlatý Ámos qui se termine le 28 mars,. |  |
| Russie             | День учителя                                | 5 octobre                                                        | Célébrée, entre 1965 et 1994, le premier dimanche d'octobre, elle se tient depuis le 5 de ce même mois pour coïncider avec la Journée mondiale des enseignants de l'UNESCO. |  |
| Salvador           | Día del maestro                             | 22 juin                                                          | Jour chômé,. |  |
| Serbie             | Dan prosvetnih radnika                      | 8 novembre                                                       | Date (probable) de la naissance de Vuk Stefanović Karadžić |  |
| Singapour          |                                             | 1er vendredi de septembre                                        | (date variable) |  |
| Slovaquie          | Deň učiteľov                                | 28 mars                                                          | Date de naissance de Jan Amos Komenský. |  |
| Taïwan             | 教師節                                      | 28 septembre                                                     | |  |
| Thaïlande          | วันครู                                        | 16 janvier                                                       | Adoptée comme Journée des professeurs par une résolution du gouvernement le 21 novembre 1956. La première Journée des enseignants a eu lieu en 1957. Le 16 janvier marque la promulgation de la loi sur les enseignants, ère bouddhiste 2488 (1945), publiée dans la Gazette du gouvernement, e 16 janvier 1945, et est entré en vigueur 60 jours plus tard. La plupart des écoles thaïlandaises ferment pour la journée afin de permettre à leurs enseignants de faire une pause pendant le long terme. Beaucoup d'écoles internationales ne le font pas, bien qu'elles puissent organiser des célébrations pour honorer leur personnel enseignant. Il y a très peu de commémorations publiques ou officielles.[réf. nécessaire] |  |
| Turquie            | Öğretmenler Günü                            | 24 novembre                                                      | Mustafa Kemal Atatürk pensait et affirmait que « Les nouvelles générations seront créées par les professeurs ». Atatürk était aussi considéré comme le Premier professeur (turc : Başöğretmen), parce qu'il avait adopté un nouvel alphabet pour la toute nouvelle République turque fondée en 1923. |  |
| Venezuela          | Día del Maestro                             | 15 janvier                                                       | |  |
| Viêt Nam           | Ngày nhà giáo Việt Nam                      | 20 novembre                                                      | |  |

## France
En 2015, la France lance la première "Fête des Profs" sous l'impulsion de l'association SynLab. Au cours du mois de juin, les Français ont l'occasion d'organiser des débats, des projections de films sur les enseignants, des pièces de théâtre, des activités à faire ensemble... des moments d'échange positifs, créatifs et constructifs pour créer un dialogue entre parents, élèves, étudiants et enseignants.
Le site fetedesprofs.fr a été lancé en février 2015 pour mobiliser tous ceux qui souhaitent remercier les enseignants. En plus de donner des conseils et idées d'organisation pour le mois de juin, la plateforme offre à chacun la possibilité d'écrire tout au long de l'année un mot de remerciement à un professeur d'hier et d'aujourd'hui.

## Autres pays
La Fête des professeurs est célébrée le 28 février, dans les autres pays suivants :
- Algérie
- Arabie saoudite
- Bahreïn
- Égypte
- Jordanie
- Libye
- Oman
- Qatar
- Tunisie
- Yémen